# Parectropis leucosema
Parectropis leucosema là một loài bướm đêm trong họ Geometridae.